# Kawiarnia Rio w Krakowie
Kawiarnia Rio (wcześniej Cukiernia Wschodni Targ, Kawiarnia Krokus, a także bar kawowy Rio) – kawiarnia w Krakowie, działająca w budynku Feniksa przy ulicy św. Jana 2–4 na rogu z Rynkiem Głównym 41, w dzielnicy I Stare Miasto, na Starym Mieście.

## Historia
Kawiarnia została założona w 1945 przez K. Sagana w lokalu mieszczącym się w budynku Feniksa przy ulicy św. Jana 2–4 na rogu z Rynkiem Głównym 41, na Starym Mieście. Początkowo działała pod nazwą „Cukiernia Wschodni Targ” i zajmowała się serwowaniem nieznanych dotychczas w mieście, specjałów cukierniczych pochodzących ze Lwowa. Lokal stał się częstym miejscem spotkań repatriantów pochodzących ze wschodu oraz pracowników i artystów położonego w pobliżu Teatru „Groteska” (przy ulicy Skarbowej 2). 
Lokal pierwotnie miał wystrój awangardowy, zaaranżowany przez Leonarda Pędziałka. W 1950 roku kawiarnia została upaństwowiona i następnie przemianowana na „Krokus”. W 1959 roku został przeprowadzony remont lokalu, po którym kawiarnia wznowiła swoją działalność pod nazwą „Rio”. W kolejnych latach zyskała szerszą popularność wśród młodzieży oraz studentów. Słynęła wśród mieszkańców z wysokiej jakości wydawanej kawy. Była również pierwszą samoobsługową kawiarnią działającą w mieście. W kolejnych latach bar stopniowo tracił na popularności, a od lat 70. XX wieku był jedynie niewielkim barem kawowym. 
W 2020 roku kawiarnia została zamknięta w związku z wybuchem pandemii COVID-19. W 2021 roku lokal został wykupiony od dotychczasowego właściciela, spółki „Art Cafe Rio” przez spółkę z ograniczoną odpowiedzialnością „Nawito”. W kwietniu 2022 roku kawiarnia została ponownie otwarta pod nazwą „Bar kawowy Rio”. W lokalu odbywają się również wernisaże oraz wystawy twórczości artystycznej.
Po wielu przebudowach oraz remontach lokalu z oryginalnego, awangardowego wystroju kawiarni zachowały się jedynie meble.
W Encyklopedii Krakowa (wyd. 2023) podano, że lokal był odwiedzany przez znanych artystów, m.in. przez: Olgę „Korę” Jackowską, Tadeusza Kantora, Piotra Skrzyneckiego, Henryka Wańka, Jacka Wójcickiego oraz Antoniego Kawałko.

## W kulturze masowej
Nazwa lokalu pojawiła się w piosenkach Andrzeja Zauchy, Andrzeja Sikorowskiego oraz Macieja Maleńczuka.